# Брезє-при-Рожнем Долу
Брезє-при-Рожнем Долу (словен. Brezje pri Rožnem Dolu) — поселення в общині Семич, регіон Південно-Східна Словенія, Словенія.